# Randverduistering

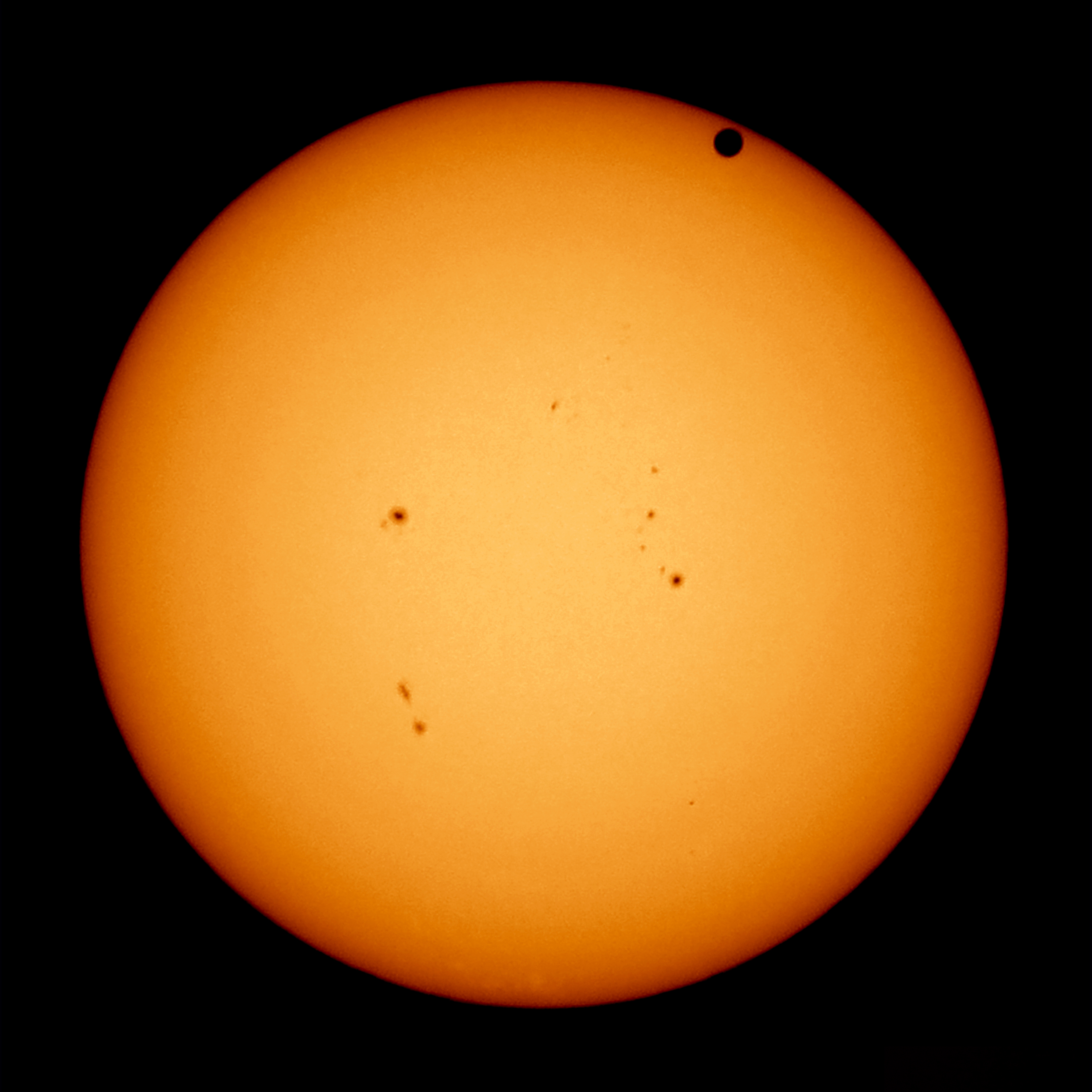
de randverzwakking van de zon is zichtbaar op deze foto die genomen is tijdens de venusovergang van 2012

De randverduistering of randverzwakking is het verschijnsel dat de helderheid van een hemellichaam met een atmosfeer, zoals de Zon, sterren en sommige planeten en manen, naar de rand toe minder wordt.
Bij een ster wordt dit verschijnsel veroorzaakt door het feit dat lichtstralen van de rand ten opzichte van de lichtstralen van het centrum van hogere en dus koelere atmosferische lagen afkomstig zijn.
Bij planeten wordt het verschijnsel veroorzaakt door het feit dat lichtstralen, afkomstig van het oppervlak aan de rand, een langere weg door de atmosfeer moeten afleggen dan lichtstralen van het centrale oppervlak.
Bij de bepaling van de diameter van een hemellichaam kan dit verschijnsel aanzienlijke onnauwkeurigheden veroorzaken en er moet dus zeker rekening mee gehouden worden.
Informatie over de randverzwakking kan worden verkregen uit een nauwkeurige studie van de lichtkrommen van bedekkingsveranderlijken (dubbelsterren die elkaar bedekken terwijl ze om elkaar draaien). De randverzwakking is een belangrijke parameter bij het verifiëren van modelberekeningen van steratmosferen.
De randverzwakking van de Zon werd in 1906 verklaard door Karl Schwarzschild.